# 怒之铁拳3
《怒之铁拳3》是世嘉开发并发行的清版动作游戏，1994年3月发行于Mega Drive，为怒之鐵拳系列第3部作品。
游戏日版和美版的劇情、角色设计、敵人數量、遊戲難度等差異巨大。

## 玩法
《怒之鐵拳3》为横向卷轴清版动作游戏。玩家在游戏中可操作多名角色，消灭屏幕中的敌人。游戏有七个关卡，各关卡最后有强大的头目角色，玩家击败头目后可进入下一关。玩家可以选择关卡的难度。

## 劇情
游戏日版和美版设定设定差异巨大。
在日版《怒之鐵拳3》中橡木城（虛構地名）發生核爆炸約3萬人死亡，約8萬人受傷。國防部部長Petrov神秘失蹤。炸彈被Mr.X遍佈利馬（虛構地名）各國。利馬各國之間的戰爭很可能就此發生。Blaze得知這兩件事後，給在辛迪加特工作的Zan博士寫信。於是，Axel、Blaze、Zan、Sammy這四個人開始行動，整治Mr.X，制止悲劇的再一次發生。
而美版《怒之鐵拳3》中，警察局局長Petrov失蹤，Blaze寫信請求Axel幫助。於是，Axel、Blaze、Zan、Sammy這四個人開始行動，救出Petrov，並且整治Mr.X。
依玩家最终关卡头目战的表现，游戏结局（即Mr.X是否被消灭）会有所不同。

## 开发
本作的日版和美版在劇情上、角色穿着、敵人名稱、敵人數量、遊戲難度、結局設置上差異巨大。

## 玩家角色
Axel Stone（アクセル・ストーン）
身高183厘米，体重75公斤。
力量★★★，技巧★★，速度★★，跳跃★，攻击范围★★（美版：力量6，技巧4，速度2，跳跃2，攻击范围5）
出众招数：连拳乱打（Dragon Smash），三星状态的升龙拳（Grand Upper/Bare Knuckle）。招式伤害较二代明显下降，升龙拳最高伤害仅36HP，连拳乱打最高伤害仅40HP。有使用棍棒和日本刀的特技。总体上仍然较适合新手。
Blaze Fielding（ブレイズ・フィールディング）
身高167厘米。
力量★★，技巧★★★，速度★★，跳跃★★，攻击范围★（美版：力量4，技巧6，速度4，跳跃4，攻击范围4）
出众招数：二星、三星状态的飞翔双斩（Vertical Slash），气功掌（Kikousho）。由于是柔道高手，扔人和摔人威力较Axel大。使用一次小刀实际上刺对方三次。有使用小刀和日本刀的特技。
Sammy Hunter（日版：サミー・ハンター、美版：Eddie "Skate" Hunter）
身高147厘米，体重40公斤。
力量★，技巧★★，速度★★★，跳跃★★★，攻击范围★（美版：力量2，技巧4，速度5，跳跃5，攻击范围2）
出众招数：滚球式飞跃冲撞（Dynamite headbutt），画圈猛击（Rolling Punches）。由于这部作品里任何角色都可以跑，他可以跑的优势不复存在。他的悬空毒龙钻招数也被烂招数替换掉了，这使得他的威力大幅下降。
Dr. Gilbert Zan（ドクター・ザン）
身高201厘米，体重151公斤。
力量★★★，技巧★★，速度★，跳跃★，攻击范围★★★（美版：力量5，技巧3，速度3，跳跃3，攻击范围6）
出众招数：电击（Electric reach）、暴力重摔（Concussion slam）。半机器人生命体，发电攻击是他许多招数的本质。他不能像其他角色一样使用武器，武器在他手里就是个光球，需要用特殊招式使用。在进行向后攻击的时候他不扔出他的武器。
Victy（日版：ビクティー、美版：Roo）
身高159厘米，体重76公斤。
力量★★，技巧★，速度★★★，跳跃★★★，攻击范围★（美版：力量3，技巧2，速度6，跳跃6，攻击范围3）
出众招数：Noseslide（Noseslide）、龙卷风式攻击（Tornado Kick）。可以作为玩家的敌人角色。因为是袋鼠，所以不懂人类的武器，自然也就不会使用武器（捡起来后立即扔掉）。招式伤害很小。在美版中他跳起来的高度是在日版中的2倍。
Shiva
出众招数：天升脚（Final Crash），肘部攻击（Elbow）。可以作为玩家的敌人角色。动作指令被设计得很奇怪，很不全面，但是基本上是怒之铁拳3里最强的玩家角色。肘部攻击理论上可以无限使用，直到敌人被打死。天升脚单次攻击伤害可达48HP。
Ash
出众招数：普通连续攻击。可以作为玩家的敌人角色。正常情况下仅在日版中出现。动作指令被设计得极其奇怪、极其不全面，在跳起的时候不会攻击敌人，抱住敌人后按“←”或“→”键再按攻击键会笑。打一下人的最低伤害是16HP，如果连续按攻击键击打则可以构成最高112HP的伤害，可谓逆天。

## 敵人角色
Slum（美版：Goldie）
3代新登場戴着墨镜的敵人。攻擊能力弱，会三连拳，會踢倒主角。被主角攻擊的時候可能會防御。很自戀的小流氓，長相帥氣且風流成性，是個名副其實的花花公子。  ///怒之鐵拳3代漫畫中初登場是辛迪加在黑白道收集情報的線人臥底，小白臉的優勢而獵艷了不少上層次女人，從而獲得了政府，軍方的很多情報。
Vice（美版：Zack）
3代新登場,頭上戴著紅頭巾的敵人。會三連拳，會從前方抓住主角並且用頭頂主角，也會從後方抓主角。
Garnet（美版：Soozie）
3代登場的女性敵兵，身材姣好，顔值擔當。站姿挑逗，走姿忸怩作態，近距離會用粉拳香掌扇主角耳光。遠距離會使用判定非常強的飛踢。在美版中會使用傷害非常高的組合連擊扇耳光。美版穿著會比日版保守。第二關會看到她扭動腰肢跳舞。
Donovan
上身光着，戴着墨鏡的黑皮膚光頭。除了簡單的出拳以外還會上勾拳、雙手下砸，會拿水管打人。會撿起地上的水管，甚至蘋果、肉、錢袋、金條。
Galsia（美版：Garcia）
穿着一身牛仔服，頭髮是紅色的。除了會基本的出拳和小刀刺人，還會跳起來擊倒主角。會撿起地上的小刀。
Assassin Agents
戴着墨鏡、拿着手槍的保鏢。除了開槍以外還會扔人。主角容易抓不住這類敵人。
Bongo（美版：Dwight）
戴着棒球帽的胖子。行動相比第二部作品遲緩，但是會幾個新招數：滾動前行、抓起Galsia/Garcia扔到主角身上。未被觸動時會站定不動傻笑，主角被打倒時會「呵嘿嘿嘿」地傻笑。
Biker
摩托車手，一出現便騎着摩托車。有的摩托車手只要不死就不會放過主角。摩托車手死後，他的摩托車不會自爆而是直接消失。
Signal（美版：Scarab）
梳着雞冠頭的朋克。雖然也會正面攻擊角色，但是一般只會突然轉身打人，或者是滑鏟、扔主角。
Ash
變態船長。可能會突然跑向主角並且將主角重摔，一旦主角被擊倒就會幸災樂禍地笑。在美版Ash被替換成Shiva作為開船者。
Electra
與前作不同，改為一隻手拿着電鞭的美女，在日版中穿着比美版暴露。會拿鞭子抽人、放電攻擊主角。玩家無法從正面抓住她。被主角打倒后可能會跪在地上不起來一段時間，倒地後需等她起身才可攻擊。
Danch（美版：Bruce）
一個拿着個鞭子訓練袋鼠（即Victy/Roo）的小丑。經常逃出屏幕以至於玩家老是打不到他。
Victy（美版：Roo）
被Danch/Bruce訓練的袋鼠。會龍捲風式攻擊，跳來跳去，比較難對付。
Donovan（測試版：Donoban）
開着推土機的Donovan，在第三關出現。如果推掉那一場景全部的墻，這個Donovan則會被油桶砸死。
Tiger
形態很像第二部作品的Samurai。會跳起來踢主角、連踢主角。經常封堵。
Mifune
忍者。雖然相比第二部作品被削弱，但仍然身手敏捷、難以對付。會用武士刀和苦無直接或者玩花招攻擊主角，也會下鏟、扔人。
P-1,2,3
機器人。會直線快速行進衝撞主角，會用激光攻擊主角。可能會自爆，自爆的碎片極可能會砸到主角。
Rocket
身上帶着個似乎永遠也用不完的燃料包飛在天空中。最厲害的招數是抱摔主角，其次是斜下踢。
Onihime ＆ Yasha（鬼姬＆夜叉，美版：Mona ＆ Lisa）
第二關頭目。酒吧裡的姐妹花。雖改穿上像似忍者衣的戰鬥服，會使用放電攻擊，但基本上還是只會隨處亂跳，偶爾突然從高處降落攻擊主角。相比第一代很好對付。
Break（美版：Axel）
第三關頭目。外型和攻擊方式上模仿Axel的機器人。血越少，皮膚顏色越發紅。被打死後會爆炸，變成一堆鐵骨架。
Yamato
第四關頭目。日本武士。一出現便變成三個分身，三個分身攻擊招數各不相同。最後出現的血最多的分身被打死後會發出“忍法、微塵”（日語）的聲音，旋轉360°，爆炸。
Robo X（美版：Robot X）
第五關頭目。機器人。開始以Mr.X外形命令小兵和主角戰鬥，小兵打完后站起來燒光自己的上表皮，露出鐵骨架。會發出子彈和炮彈射擊主角，被主角抓住的時候可能會全身起火掙脫。主角被打倒的時候會「呵嘿嘿嘿」地傻笑。
Jet
第六關頭目。身上帶着個似乎永遠也用不完的燃料包飛在天空中。最厲害的招數是抱摔主角，其次是轉圈後斜下踢。由於出現的時候旁邊有許多Rocket，Jet變得很難打。Jet被打死後，Adam會出現，並且射死剩餘的Rocket。
Shiva
第一關、第7B關頭目。雖然招式相比二代沒變，還是會空中起跳、封堵、掙脫、天升腳，但是智商大幅下降。第一關被打倒后會被Rocket救走，第7B關會再度出現。
Dr.Zero（美版：Dr.Dahm）
操縱着一個鐵“爪子”的瘋子博士。他操縱的爪子在血量被打掉四分之三的時候會自動爆炸掉爪子部份，血量全部被打沒後他的實驗室直接爆炸。
Neo.X（美版：Robot Y）
第7A關頭目兼最終頭目。運動速度很快，四處亂撞，隨時會射出火球攻擊主角，也會扔主角。如果在3分鐘內沒被打死則Mr.X存活，出現壞結局；反之Mr.X死亡，出現好結局。基本上只需要空中跳踢（尤其對於Axel和Shiva）即可解決掉他。
※ 3代 與 1代 皆會有選擇劇情
1代則是可以在最後與Mr.X 決鬥時選擇是否歸其麾下或者將其擊倒
3代的話關鍵在於 營救人質的時間,若在時間內拯救成功的話將可以使劇情走向 
```
                                                                     結局1: 成功在限時內打贏Neo.X
                                                      時間內拯救成功 結局2: 超時擊倒Neo.X  世界將被 組織所發射飛彈摧毀
                               營救人質時間 超時:                    結局3: 直取國會議院,揭穿並打倒假扮將軍(警長)的Shiva
```